# Пойрино
Пойрино (итал. Poirino) — коммуна в Италии, располагается в регионе Пьемонт, в провинции Турин.
Население составляет 10081 человек (2008 г.), плотность населения составляет 134 чел./км². Занимает площадь 75 км². Почтовый индекс — 10046. Телефонный код — 011.
Покровительницей коммуны почитается святая Урсула, празднование 21 октября.

## Демография
Динамика населения:

## Администрация коммуны
- Официальный сайт: http://www.comune.poirino.to.it